# Prix Sony-Labou-Tansi
 (juillet 2012).
Si vous disposez d'ouvrages ou d'articles de référence ou si vous connaissez des sites web de qualité traitant du thème abordé ici, merci de compléter l'article en donnant les références utiles à sa vérifiabilité et en les liant à la section « Notes et références ».
Le prix Sony-Labou-Tansi est un prix littéraire créé en 2003 par le Pôle national de ressources « Écritures contemporaines francophones et théâtre » en partenariat avec La Maison des auteurs des Francophonies en Limousin. Chaque année, des lycéens attribuent ce prix à une pièce de théâtre contemporaine francophone. 

## Liste des lauréats
- 2003 : Ahmed Ghazali, Le Mouton et la Baleine[1]
- 2004 : 
  - Carole Fréchette, Le Collier d'Hélène, éditions Lansman[1]
  - Wajdi Mouawad, Incendies, Actes Sud[1]
- 2005 : Moussa Konaté, Un appel de nuit, éditions Lansman[1]
- 2006 : Marie-Christine Lê-Huu, Jouliks, éditions Lansman[1]
- 2007 : Nasser Djemaï, Une étoile pour Noël, Actes Sud[1]
- 2008 : Sam Touzani, Ben Hamidou, Nacer Nafti, Gennaro Pitisci, Gembloux, à la recherche de l’armée oubliée, éditions la mesure du possible[1]
- 2009 : Suzanne Lebeau, Le Bruit des os qui craquent, éditions Théâtrales[1]
- 2010 : Vincent Zabus, Les Ombres, éditions Lansman[1]
- 2011 : Manuel Antonio Pereira, Mythmaker ou de l'Obscénité marchande, éditions Espace 34[1]
- 2012 : Régis Duqué, Hors-la-loi Éditions Lansman[1]
- 2013 : Jean-Marie Piemme, Dialogue d’un maître avec son chien Actes Sud[1]
- 2014 : David Paquet, 2h14, Actes Sud[1]
- 2015 : Sarah Berthiaume, Yukonstyle, éditions Théâtrales[1]
- 2016 : Guillaume Poix, Straight, éditions Théâtrales[1]
- 2017 : Léonore Confino, Le Poisson belge, Actes Sud[1]
- 2018 : David Paquet, Le Brasier, Actes Sud[1]
- 2019 : Marine Bachelot Nguyen, Le Fils, éditions Lansman[1]
- 2020 : Edouard Elvis Bvouma, La Poupée barbue, Lansman[1]
- 2021 : Simon Grangeat, Du piment dans les yeux, Les Solitaires Intempestifs[1]
- 2022 : Congo Jazz band de Mohamed Kacimi (L’Avant-scène Théâtre)
- 2023 : Mère Prison de Emmelyne Octavie (Lansman Éditeur)
- 2024 : Le Village des sourds de Léonore Confino (Actes Sud-Papiers)